# Dům loutek
Dům loutek (v anglickém originále Dollhouse) je americký sci-fi seriál Josse Whedona v premiéře 13. února 2009 na televizní stanici Fox, která seriál 11. listopadu 2009 oficiálně zrušila. Poslední epizoda byla odvysílána 29. ledna 2010. V Česku seriál vysílal kanál Prima Cool.
Seriál se točí okolo korporace provozující mnoho podzemních základen (známé jako Domy loutek) po celém světě, které programují lidi, tzv. „agenty“ (neboli loutky), s dočasnými osobnostmi a schopnostmi. Bohatí klienti si tyto agenty najímají za velké částky pro různé účely. Seriál se soustředí na agentku jménem Echo, kterou hraje Eliza Dushku, na své cestě za sebepoznáním.
Dům loutek obdržel rozporuplné recenze; Robert Bianco z USA Today ho popisuje jako seriál, „o kterém nejoddanější fanoušci Josse Whedona budou debatovat a přijmou ho a většinoví diváci ho prostě nepochopí.“

## Obsah
Příběh sleduje Echo, „loutku“ z losangeleského „Domu loutek“, jednoho z mnoha zařízení provozovaného organizací, která pronajímá lidské bytosti bohatým klientům pro oblasti jejich zájmu, zvané závazky. Mohou to být románky, ale také vysoce riskantní kriminální akce. Vzpomínky loutek byly vymazány pomocí sofistikované technologie, aby jim byly naprogramovány nové osobnosti pro každou její práci. Všechny loutky v losangeleském Domu loutek jsou pojmenovány krycími jmény založenými na fonetické abecedě NATO. Echo, stejně jako její „spoluloutky“ Victor a Sierra, jsou tabula rasa, dokud programátor nenahraje její dovednosti a vzpomínky a neudělá ji tak zcela novou unikátní osobností. Agenti jako Echo jsou údajně dobrovolníky, kteří se vzdali své mysli a těla ve prospěch této organizace na pět let, během kterých je jejich osobnost uložena na pevném disku, výměnou za obrovský obnos peněz a vyřešení jakýchkoli problematických následků v jejich životech. Nicméně ve skutečnosti to vypadá, že v mnoha případech byl použit těžký nátlak či brutální násilí. Echo je unikátní v tom, že si něco pamatuje i po vymazání a postupně si začíná vytvářet novou osobnost, která je jistým způsobem ještě pozoruhodnější, charakterističtější, výraznější než její původní osobnost vysokoškolské studentky Caroline Farrellové. Takový koncept dovoluje seriálu zkoumat názor na identitu a osobnost, co to vlastně je a jak spolu souvisejí.
Jak se Echo dál rozvijí a učí se pracovat za hranicemi každé dočasné osobnosti, podstupuje riziko poslání do „Podkroví“, kam se natrvalo odkládají „rozbité“ loutky a problematičtí zaměstnanci. Utečivší loutka Alpha, génius a sériový vrah, který se zbláznil z nahrání vzpomínek spousty lidí, je zaujat Echou a vidí ji jako potenciální přítelkyni. Agenta FBI Paula Ballarda jeho posedlost nedoloženou fámou o Domu loutek stojí kariéru. Etické dilema a ignorování jeho nadřízeným ho donutí opustit FBI a pracovat pro organizaci jako tak zvaný patron (tedy ochránce) Echy. Ballard vidí aktivity Domu loutek jako nemorální a nelegální, ale zároveň roste jeho spoluúčast v byznysu, který přirovnává k vraždě a obchodování s lidmi. Uvnitř Domu panují rozdílné názory. Ředitelka Adelle DeWitt vidí svou roli jako pomoc čestnému výzkumu korporátního sponzora Domu loutek; programátor Topher Brink má zhola vědecký amorální přístup; patron, poté vedoucí bezpečnosti Boyd Langton, bývalý policista, je obecně znepokojen etickými a teologickými aspekty technologie, ale vypadá to, že svou roli vnímá jako příležitost k zabránění neštěstí.
Nicméně po událostech ve třináctém díle první série „Epitaph One“ (Ze smluvních důvodů v USA dostupný pouze na DVD, v televizi nebyl vysílán. V zahraničí však vysílán je.) se seriál soustředí na nebezpečí zneužití technologie vymazávající mysl. Během druhé sezóny se každá postava konfrontuje s vlastní morální spoluvinou, která vede k uvědomění si, že Dům loutek je vnitru zcela nemorální a špatný. Korporátní sponzor Domu loutek, společnost zkoumající drogy jménem Rossum Corporation, chce získat kontrolu nad národní vládou a nejspíše i nad nevinnými lidmi, kteří nemají s Domem loutek nic společného, za použití sjednocených technologií vyvinutých v losangeleském Domu loutek a v dalších Domech ve velkých městech.